# Paracyathus darwinensis
Espèce
Paracyathus darwinensis est une espèce de coraux appartenant à la famille des Caryophylliidae.